# Archiearis hamadryas
Archiearis hamadryas är en fjärilsart som beskrevs av Harris 1869. Archiearis hamadryas ingår i släktet Archiearis och familjen mätare. Inga underarter finns listade i Catalogue of Life.

## Bildgalleri

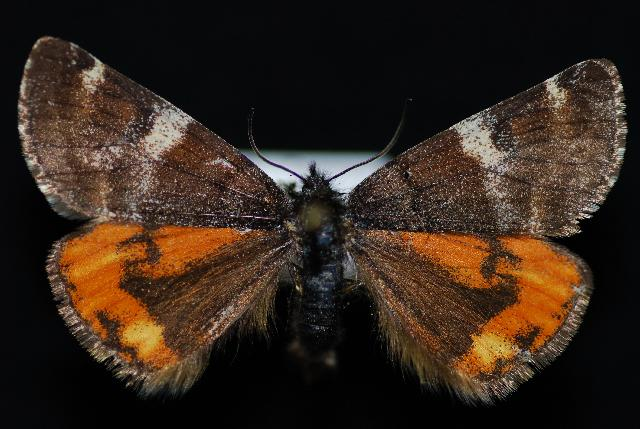